# Фокин, Владимир Петрович
Влади́мир Петро́вич Фо́кин (р. 8 сентября 1945, Харьков, УССР) — советский и российский киноактёр, кинорежиссёр, сценарист и педагог. Народный артист Российской Федерации (2008).
Секретарь Союза кинематографистов Москвы. Член Правления Союза кинематографистов России. Действительный член Национальной академии кинематографических искусств и наук России, действительный член Российской академии кинематографических искусств «Ника».

## Биография
Родился 8 сентября 1945 года в Харькове в семье фармацевтов. Отец — Пётр Григорьевич Фокин (1913—2000), мать — Циля Израилевна Жарницкая (1916—1991).
Выпускник электромашиностроительного факультета Харьковского политехнического института (1967), там же два года работал на кафедре инженером. В 1969—1971 годах служил в войсках ПВО командиром взвода. В 1971—1973 годах преподавал математику и электротехнические дисциплины в Донецком политехникуме.
Одновременно в 1964—1970 годах руководил студенческим самодеятельным театром «Силуэт», что подвигло его поступить во ВГИК, режиссёрский факультет которого окончил в 1978 году (мастерская Ю. П. Егорова). Член КПСС с 1976 года. Снимал на ЦКДЮФ имени М. Горького. Дебютом и выпускной работой был короткометражный фильм «Смерть чиновника» (1978), хотя уже в 1977 году Владимир Фокин принял участие в съёмках фильма «Ливень» на Одесской киностудии.
Активно снимал фильмы в 1980-е годы. Наибольшую известность ему принёс многосерийный художественный фильм «ТАСС уполномочен заявить…» (1984).
В 1984—1986 годах читал лекции «Теория и практика монтажа» на Высших курсах сценаристов и режиссёров.
В 1990-е годы снимал меньше. С 1990 по 1995 год был художественным руководителем киностудии «РАПИД», в 1996—1997 годах — главным режиссёром телекомпании «Каскад».
Активно работал и на телевидении, принимал участие в создании циклов передач «Клуб земляков» (1993—1994) и «Старая квартира» (1998—1999), снял документальный телефильм «Последний миф» (1994).
В июле 2010 года руководил 2-й Международной летней киношколой ВГИКа, проходившей в Азове Ростовской области.
Руководитель мастерских режиссуры игрового фильма на Высших курсах сценаристов и режиссёров: в 2002—2015 годах — совместно с А. И. Суриковой, в 2015—2016 годах — совместно с В. Б. Ахадовым.
Руководитель актёрской мастерской на Актёрском факультете ВГИКа и мастерской кинорежиссуры на Высших курсах кино и телевидения ВГИКа.

## Семья
- Жена — Людмила Аркадьевна Сибилева, преподаватель по классу фортепиано.
  - Дочь Полина (род. 1972), актриса.

## Фильмография

### Актёрские работы
1. 1979 — Сыщик — инспектор ГАИ Смолянинов
2. 1991 — Шкура — водитель
3. 1999 — Д. Д. Д. Досье детектива Дубровского — кинорежиссёр (камео) (9 серия)
4. 2002 — Пятый ангел (телесериал) — Леонард Гудилин

### Режиссёрские работы
1. 1977 — Ливень
2. 1978 — Смерть чиновника
3. 1979 — Сыщик
4. 1981 — Александр Маленький (совместно с ДЕФА)
5. 1984 — ТАСС уполномочен заявить…
6. 1987 — Клуб женщин
7. 1989 — До первой крови
8. 2000 — Дом для богатых
9. 2002 — Пятый ангел
10. 2007 — Ниоткуда с любовью, или Весёлые похороны

## Награды, звания и премии
- Орден Почёта (12 июня 2017 года) — за большой вклад в развитие отечественной культуры и искусства, средств массовой информации, многолетнюю плодотворную деятельность[12]
- Народный артист Российской Федерации (21 мая 2008 года) — за большие заслуги в области искусства[13]
- Заслуженный деятель искусств Российской Федерации (11 декабря 1996 года) — за заслуги в области искусства[14]
- Медаль «В память 850-летия Москвы»
- Почётный кинематографист России
- медаль имени А. П. Довженко (1982) — за фильм «Александр Маленький» (1981)
- Премия Ленинского комсомола (1981) — за талантливое воплощение образов современников в кино
- Почётный гражданин Харькова (2011)
- Премия КГБ СССР в области литературы и искусства